# ويليام باركر (بارون مونتيغل الرابع)
ويليام باركر، بارون مورلي الثالث عشر، بارون مونتيغل الرابع (1575 - 1 يوليو 1622) هو نبيلٌ إنجليزي، اشتهر بدوره في اكتشاف مؤامرة البارود. في عام 1605 كان من المقرر أن يحضر ويليام باركر افتتاح برلمان إنجلترا، حيثُ كان عضوًا في مجلس اللوردات بصفته اللورد مونتيغل، وقبل ذهابه للافتتاح تلقى رسالةً من شخصٍ مجهولٍ يُفترض أنه زميلٌ كاثوليكي، كان يخشى على ويليام باركر أن يتأذى في تفجير البرلمان. ما زالت رسالة ويليام باركر المزعومة موجودةً في الأرشيف الوطني (SP 14/216/2)، لكن أصلها لا يزال غامضًا.